# Tossal del Riu
El Tossal del Riu és una muntanya de 409 metres que es troba al municipi d'Os de Balaguer, a la comarca catalana de la Noguera.